# 尺間山
尺間山（しゃくまさん）は、大分県佐伯市弥生（旧弥生町）にある山である。標高645m。日豊海岸国定公園に指定されている。尺間岳とも呼ばれる。

## 概要
大分県南部の佐伯市弥生にある山で、山頂には尺間神社があって、古くから霊峰として知られている。また、山頂は御来光（初日の出）でも有名で、尺間神社への初詣客も多い。
尺間山への登山道は、尺間神社への参拝道でもあり、佐伯市弥生の尺間から登るルートと津久見市の中ノ内から登るルートとがある。佐伯市側からは、尺間スカイライン（尺間林道）が国道10号尺間登山口から延びており、8合目付近までは自動車でアクセスできる。尺間登山口までは路線バスも走っている。8合目付近には約2km離れて2つの駐車場があり、津久見市中ノ内からのルートもここにつながっている。2つの駐車場からはそれぞれ山頂への登山路があり、弥生側（南西）の第1駐車場からは100段の石段を通るルート（所要時間約45分）、津久見側（北東）の第2駐車場からは400段の石段を通るルート（所要時間約25分）が山頂へと続く。
津久見側から400段の石段を登りきると、天見ヶ平（てんみがだいら）と呼ばれる展望台に至る。この展望台からは、東側の佐伯・津久見市境の彦岳、佐伯湾や四浦半島、鶴見半島のリアス式海岸、豊後水道、四国が一望できる。天見ヶ平から山頂までは約200mほどであり、弥生側から登った場合も天見ヶ平までは容易にアクセスが可能である。
山頂には尺間神社があるほか、西への展望が開けており、佩楯山、椿山などの近郊の山々から、祖母山、傾山、九重連山、阿蘇山までを眺望できる。尺間山の最高地点は、尺間神社の社殿の中にある。

## 交通
- 鉄道・バス（尺間登山口まで）：JR九州日豊本線佐伯駅から、大分バスで約30分、尺間登山口停留所下車。
- 自動車（尺間スカイライン第1駐車場まで）：佐伯市街地より国道10号、尺間スカイライン経由で約30分。
大晦日の夕方から元日にかけては、混雑防止のため尺間スカイラインへの車の乗り入れはできない。